# Buslijn 82 (Rotterdam)
Buslijn 82 is een buslijn in de gemeente Rotterdam, Barendrecht en Albrandswaard die wordt geëxploiteerd door de RET. De lijn rijdt van het winkelcentrum en OV-knooppunt Zuidplein via het metrostation Slinge, Smitshoek-Barendrecht en Rhoon-Portland en is een zogenaamde "frequentbus", wat inhoudt dat de lijn op maandag tot en met vrijdag overdag ten minste elke tien minuten rijdt. De huidige lijn is de derde lijn met dit lijnnummer.

## Geschiedenis

### Lijn 82 I

#### Lijn 51
Op 1 januari 1970 werd lijn 51 ingesteld vanaf het metrostation Hoogvliet naar Vlaardingen Liesveldviaduct door de Beneluxtunnel. Enkele jaren waren er doorgaande ritten naar de Botlek. De lijn was een gezamenlijk lijn van RET en de RTM maar werd geëxploiteerd met materieel en personeel van busmaatschappij RTM. De lijn reed niet in de stille uren wanneer dan lijn 50 via Vlaardingen Oost reed. In 1978 fuseerde RTM tot Zuid-West-Nederland. Omdat dit bedrijf onvoldoende eigen bussen beschikbaar had werden van de RET voor enkele jaren een aantal standaards gehuurd waarop ZWN chauffeurs dienstdeden en daarbij hun eigen becksonapparaat gebruikte voor de kaartverkoop.

#### Lijn 82
In 1982 werd de lijn vernummerd in lijn 82 en in 1985 doorgetroken naar Spijkenisse waarbij het metrostation Hoogvliet niet meer werd aangedaan. In 1999 ging ZWN op in Connexxion en in 2002 bij de opening van de metrolijn door de Beneluxtunnel werd de lijn opgeheven. Passagiers dienden voortaan met de metro te reizen en op Vijfsluizen over de stappen op bus 56.

### Lijn 82 II
In 2012 werd lijn 82 nog toegewezen aan een pendelbus die gedurende korte tijd reed van metrostation Hoogvliet naar metrostation Zalmplaat bij de sluiting van dit laatste station voor onderhoud.

### Lijn 82 III

#### Lijn 182
De lijn werd begin jaren nul door Connexxion ingesteld naar de nieuwbouwlocaties en de route werd voortdurend aangepast naargelang de bouw vorderde. Tussen 11 december 2011 en 13 december 2014 ging de route van Rotterdam Zuidplein via Rhoon-Portland en Barendrecht-Carnisselande naar Station Barendrecht. Tot 2008 werd de lijn gereden door Connexxion en sinds 2008 door Qbuzz tot de RET de lijn in 2012 overnam. 

#### Lijn 82
De huidige buslijn bestaat sinds 14 december 2014 met het ingaan van de nieuwe dienstregeling toen de RET de lijn vernummerde in lijn 82.